# Клаудіо Монтеверді
Кла́удіо Джова́нні Анто́ніо Монтеве́рді (італ. Claudio (Giovanni Antonio) Monteverdi; 9 травня 1567, Кремона — 29 листопада 1643, Венеція) — італійський композитор, один із основоположників жанру опери (т. зв. drama per musica), видатний майстер мадригалу.

## Біографія

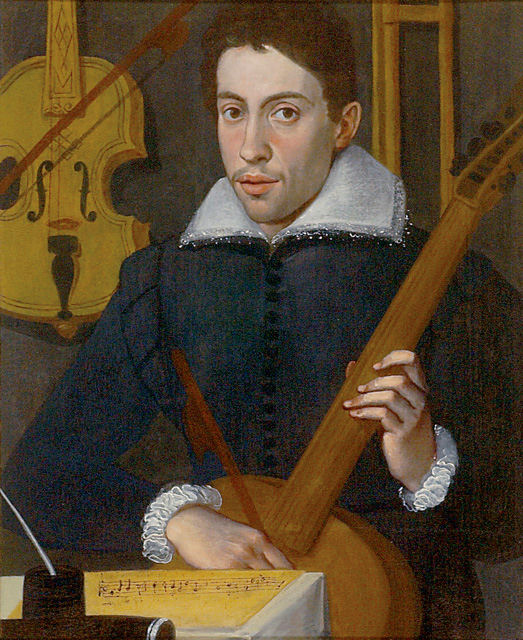
Клаудіо Монтеверді, бл. 1597 року, автор невідомий (Музей Ашмола, Оксфорд). Найраніший з відомих портретів Монтеверді. Тут композитору близько 30 років; портрет написано в Мантуї.

Народився в Кремоні 9 травня 1567 року (як зазначено на надгробній плиті), хоча деякі джерела вказують на 15 травня — день хрещення Монтеверді, що відбулося в церкві святих Назарія та Цельсія. Він був старшим сином із п’яти дітей Бальтазара Монтеверді — лікаря, аптекаря і хірурга — та Маддалени Зіньяні.
З дитячих років навчався у капельмейстера кафедрального собору в Кремоні М.-А. Індженьєрі, брав участь у виконанні літургійних піснеспівів. Пізніше навчався в Університеті Кремони.
Перші збірки, що включали невеликі мотети й духовні мадригали, були опубліковані 1582 і 1583 року (Cantiunculae Sacrae, 1582; Madrigali Spirituali, 1583). За ними вийшли збірки триголосних канцонет (1584), а згодом — дві «книги» п’ятиголосних мадригалів (1587, 1590).
З 1590 (або 1591) до 1612 року Монтеверді працював при дворі герцога Вінченцо Ґонзаґи (1562—1612) у Мантуї — спочатку як співак і гамбіст, а з 1602 року — як капельмейстер і організатор музичного життя при герцогському дворі.
У 1599 році Монтеверді одружився з придворною співачкою Клаудією Каттанео, з якою прожив вісім років (Клаудія померла 1607 року). У подружжя народилися двоє синів і донька, які померли невдовзі після народження. Того ж року Монтеверді написав свою найвідомішу оперу — «Орфей».
У 1613 році композитор переїхав до Венеції, де обійняв посаду капельмейстера базиліки Святого Марка. На цій посаді він швидко відновив професійний рівень хору та інструменталістів (капела перебувала в занепаді через хвороби та фінансову недбалість попередника — Джуліо Чезаре Мартіненґо).
Близько 1632 року Монтеверді був висвячений на священника. В останні роки життя він створив свої найвідоміші твори: «Повернення Улісса» (Il ritorno d’Ulisse in patria, 1641) та історичну оперу «Коронація Поппеї» (L’incoronazione di Poppea, 1642), сюжет якої ґрунтується на подіях із життя імператора Нерона.

## Творчість
Творчість Монтеверді представлена трьома групами творів: мадригали, опери і духовна музика. Головна особливість композиційної техніки Монтеверді — поєднання (нерідко в одному творі) імітаційної поліфонії, характерної для композиторів пізнього Відродження, і гомофонії, досягнення нової епохи бароко. Новаторство Монтеверді викликало різку критику з боку відомого теоретика музики Джованні Артузі, в полеміці з яким Монтеверді (і його брат Джуліо Чезаре) виявили свою прихильність так званій «другій практиці» музики. Згідно з декларацією братів Монтеверді, в музиці другої практики безроздільно панує поетичний текст, якому підкоряються всі елементи музичної мови, перш за все, мелодія, гармонія і ритм. Поетичний текст виправдовує будь-які нерегулярності музичних компонентів.

### Мадригали
До 40 років Монтеверді працював переважно в жанрі мадригала (всього 8 збірників [«книг»]; дев'ята, неавторська, збірка видана посмертно). Робота над першою книгою, що складається з 21 п'ятиголосого мадригалу, зайняла близько 4-х років. Перші вісім книг мадригалів представляють величезний стрибок від поліфонії Ренесансу до монодії, характерної для музики бароко.

#### «Коронація Поппеї»
Кульмінацією всієї творчості Монтеверді вважають оперу «Коронація Поппеї». Вона поєднує трагічні, романтичні і комічні сцени (новий крок у драматургії оперного жанру), реалістичніші портретні характеристики персонажів і мелодії, що відрізняються надзвичайною теплотою і чуттєвістю. Для виконання опери потрібний невеликий оркестр, а також відводилася невелика роль хору. Протягом довгого часу опери Монтеверді розглядалися тільки як музично-історичний факт. Але починаючи з 1960-х років, «Коронація Поппеї» була відновлена в репертуарі найбільших оперних сцен світу. 2005 року Міхаель Ґрюбер зняв фільм-оперу «Коронація Поппеї».